# Keizerlijke fora

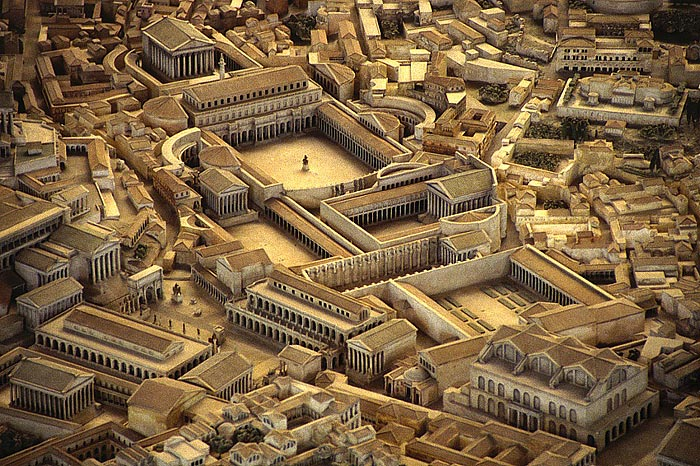
Maquette van de Keizerlijke fora in de 4e eeuw n.Chr. Hier uitgebeeld in de Maquette van Rome. Linksonder aan de voet van de heuvel ligt het Forum Romanum. Rechtsboven daarvan ligt het Forum van Caesar. Daarachter liggen de vier pleinen van de keizerlijke fora: van linksboven naar rechtsonder de Tempel van Trajanus, de Basilica Ulpia, het Forum van Trajanus, het Forum van Augustus, het Forum van Nerva en het plein van de Vredestempel.

De keizerlijke fora of keizerfora bestonden uit een serie van vijf monumentale fora (openbare pleinen) in de Italiaanse hoofdstad Rome, gebouwd in een tijdsbestek van 150 jaar (tussen 46 v.Chr. en 113 n.Chr.). De fora vormden het hart van het Romeinse Rijk gedurende de laatste jaren van de Republiek en tijdens het Keizerrijk. Hier stonden de grote tempels en kwamen belangrijke mensen bij elkaar. De Curia Julia, waar de senaat bij elkaar kwam stond tussen het Forum Romanum en het Forum van Caesar in.
De keizerlijke fora lagen naast het Forum Romanum, dat hét openbare plein was tijdens de Republiek, maar maakten hier geen deel van uit. Doordat het Romeinse Rijk gegroeid was vond men het Forum Romanum te klein geworden als centrum voor zo'n groot rijk. Daarom liet Julius Caesar, die de politiek van het rijk hervormde, het eerste keizerlijke forum bouwen. Een aantal van zijn opvolgende keizers deden hetzelfde en zo ontstonden een aantal pleinen omgeven door zuilengalerijen en tempels en administratieve gebouwen.
De gebouwen van de fora zijn in de loop van de eeuwen vervallen tot ruïnes. In de jaren twintig van de twintigste eeuw liet dictator Benito Mussolini een brede weg aanleggen, de Via dei Fori Imperiali, die dwars door de keizerlijke fora liep. Hierom werd een deel van de ruïnes afgebroken. Er zijn meerdere voorstellen geweest om de weg weer af te breken en op de plek opgravingen te gaan doen.

## Forum van Caesar

De resten van het Forum van Caesar. De drie zuilen zijn de overblijfselen van de Tempel van Venus Genetrix.

Nadat Julius Caesar tot dictator was aangesteld begon hij aan grote politieke en maatschappelijke hervormingen. Ook de hoofdstad Rome werd onder handen genomen. Er woonden te veel mensen waarvan een deel naar Gallië werd gestuurd. Hij liet een nieuw forum bouwen, het Forum van Caesar, dat direct ten noorden van het oude lag. Het nieuwe forum had niet alleen een administratief doel maar diende ook om Caesar te profileren. Het had een klassieke rechthoekige vorm en was aan drie kanten met zuilengangen omgeven. Het plein werd aan de achterzijde bekroond door de Tempel van Venus Genetrix omdat Caesar claimde af te stammen van de godin Venus. In de tempel liet hij een verguld standbeeld van zijn geliefde Cleopatra plaatsen wat een precedent was omdat het niet gebruikelijk was om beelden van echte mensen in tempels te plaatsen. Op het plein kwam een groot standbeeld van Caesar op Bucephalus, het paard van Alexander de Grote. Caesar werd in 44 v.Chr. vermoord en de bouw van het forum werd onder Augustus afgerond.

## Forum van Augustus

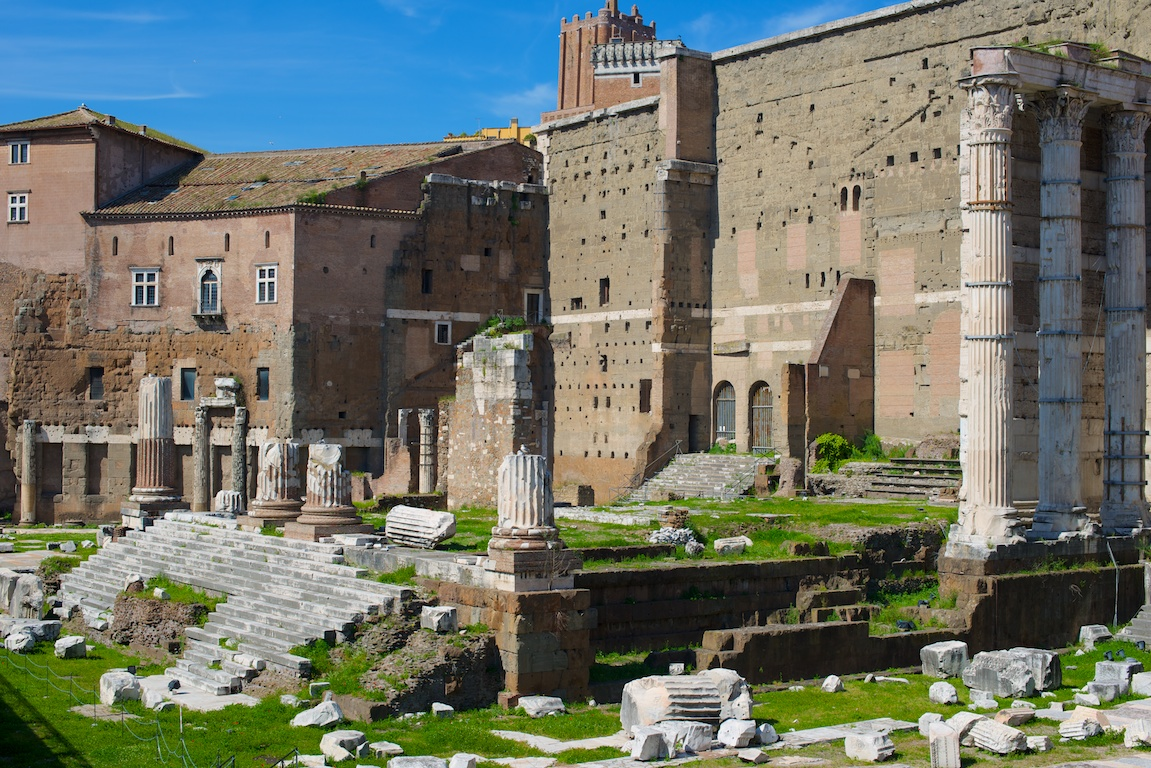
De Tempel van Mars Ultor op het Forum van Augustus.

Nadat Augustus zijn tegenstanders had verslagen in de Slag bij Philippi liet hij de Tempel van Mars Ultor, op een plein ten noorden van het forum van Caesar. Het werd omgeven door een rechthoekig plein en een hoge muur om het af te schermen van de vervallen wijk Suburra. Om de tempel te bouwen moest een heuvel afgegraven worden maar ook een deel van het Forum van Caesar herbouwd. De bouw van de tempel zou zo'n veertig jaar in beslag nemen.

## Vredestempel
Onder keizer Vespasianus werd een tempelcomplex gebouwd, gescheiden van de fora van Caesar en Augustus door het Argiletum, de straat tussen het Forum Romanum en de Subura. Met de aanleg van de Vredestempel (Templum Pacis) om de verovering van Jeruzalem en de overwinning in de Joodse oorlog te vieren. Hoewel het formeel gezien geen echt forum was door het ontbreken van openbare instellingen werd het toch tot de keizerlijke fora gerekend.

## Forum van Nerva

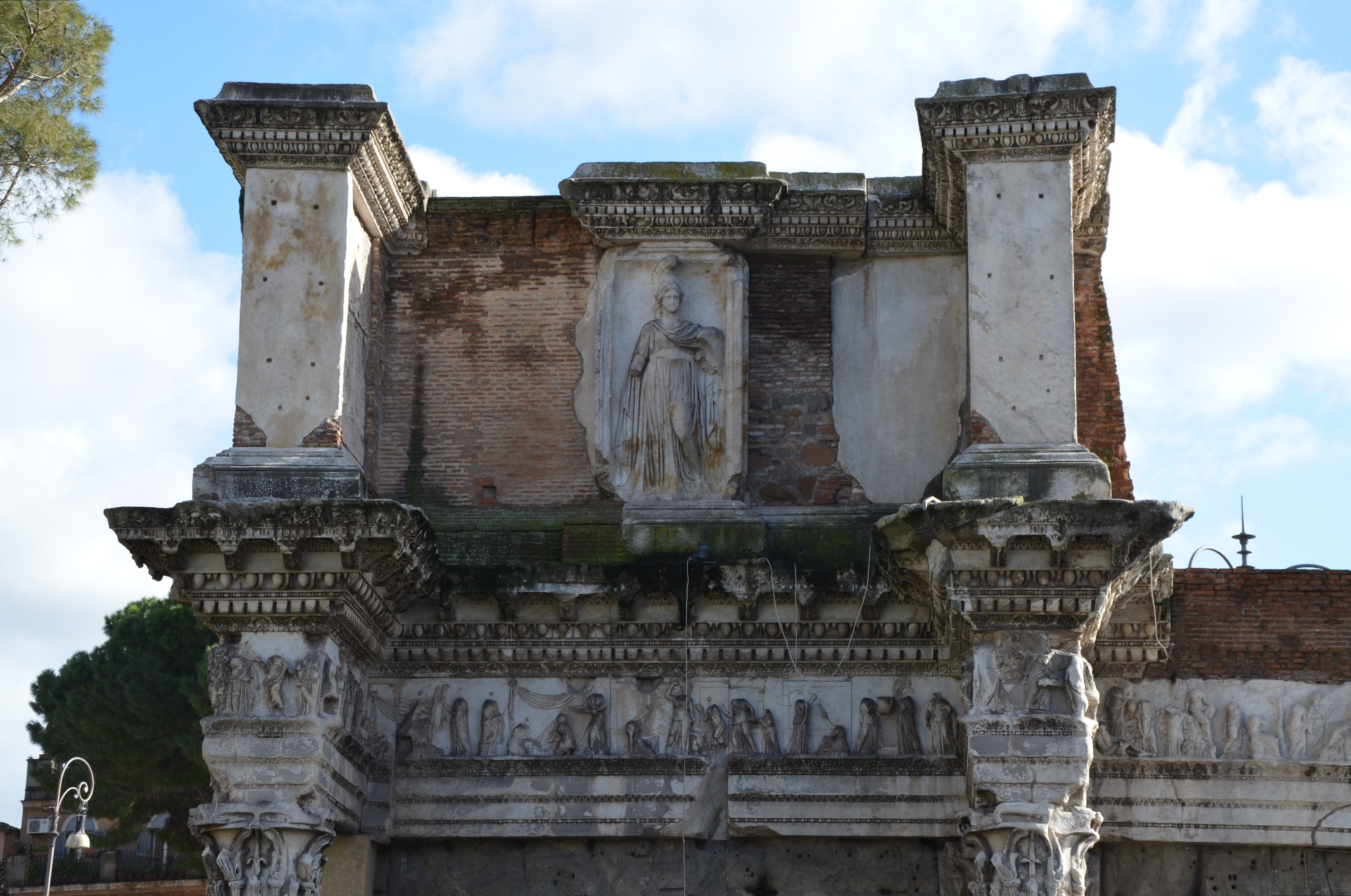
Een restant van de zuilengalerij van het Forum van Nerva.

De Vredestempel lag een stuk van het Argiletum af en de onbebouwde rechthoekige ruimte tussen de tempel en het Forum van Augustus, werd door Domitianus gebruikt om een klein forum op aan te leggen. Het nieuwe forum werd pas voltooid na de dood van Domitianus onder zijn opvolger Nerva, die het inwijdde en het zijn eigen naam gaf. Het wordt ook wel het Forum Transitorium ("Doorgangsforum") genoemd, omdat het op het Argiletum stond en de toegang vormde tot de Fora vanaf de Subura.

## Forum van Trajanus

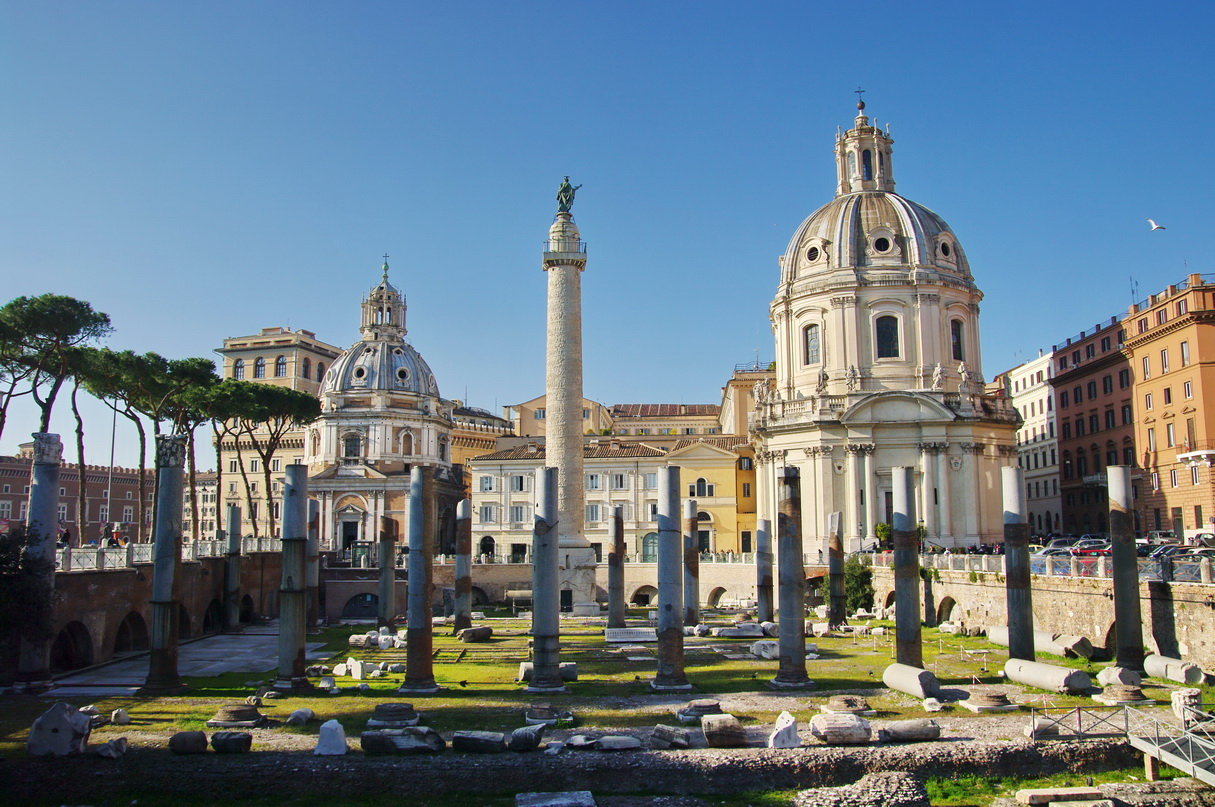
Het Forum van Trajanus met op de voorgrond de pilaren van de Basilica Ulpia en op de achtergrond de grote zuil van Trajanus.

Het laatst gebouwde en tevens grootste en indrukwekkendste van de keizerlijke fora was het Forum van Trajanus. Trajanus opende het forum in 113 om de verovering van Dacië te vieren. Met de oorlogsbuit werd het forum gefinancierd. Omdat er te weinig ruimte was om de bouw van dit grote complex mogelijk te maken, werden er aanpassingen gemaakt aan de fora van Caesar en Augustus en werd de glooiing die de Capitolijn met de Quirinaal verbond afgegraven. Op het forum stond de beroemde Basilica Ulpia, de grootste basilica uit de Romeinse wereld. Daarachter werd de Tempel van Trajanus gebouwd.

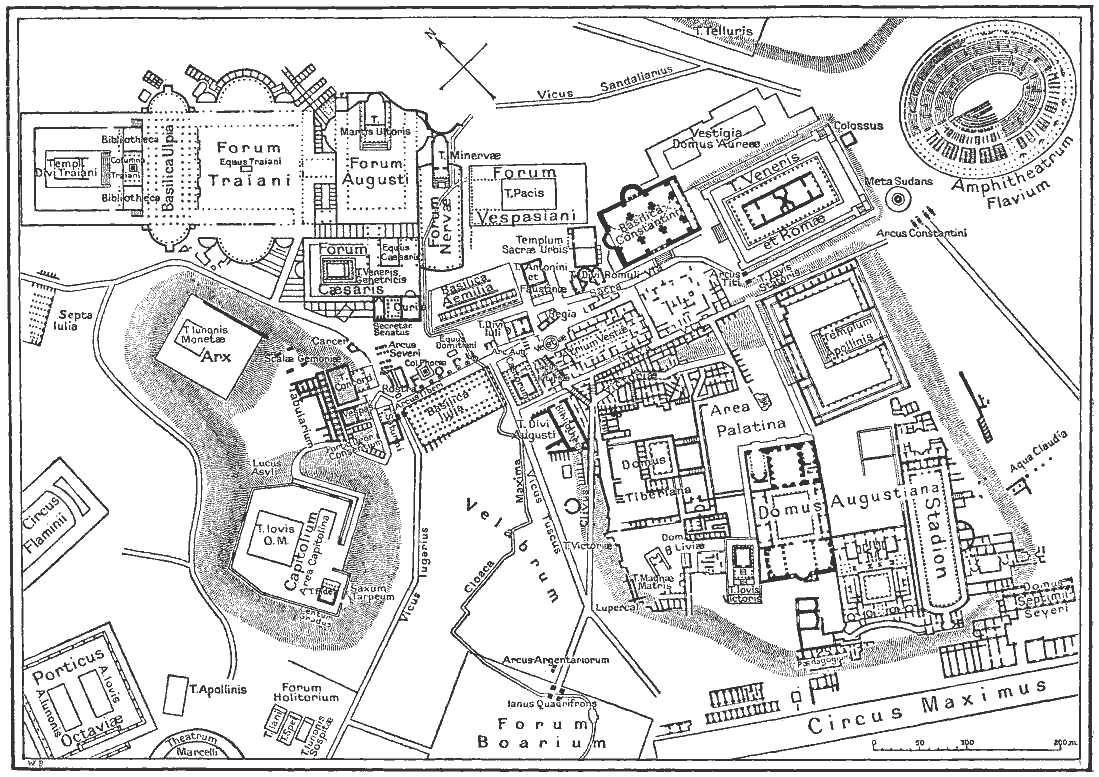
Plattegrond van het oude centrum van Rome, met linksboven de keizerlijke fora
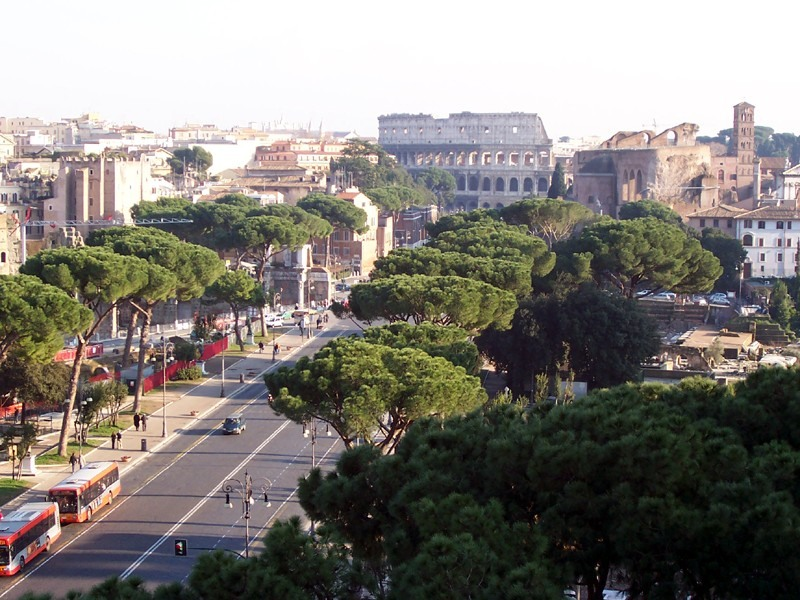
De Via dei Fori Imperiali die dwars door de keizerlijke fora loopt